# اروندرود
اَروَندرود رودی پهناور در مرز ایران و عراق است که از پیوستن رودهای دجله، فرات و سپس کارون پدید آمده‌ است. 
دجله و فرات پیش از پیوستن به کارون در شهر قرنه در ۳۷۵ کیلومتری جنوب بغداد به هم می‌پیوندند. درازای اروندرود از قرنه تا ریزشگاه آن در خلیج فارس ۱۹۰ کیلومتر است. ریزشگاه اروندرود در میان شهر ایرانی اروندکنار و شهر عراقی فاو است. بصره، خرمشهر، آبادان، خسروآباد و فاو ازجمله بندرهای مهم این آبراه هستند که نقش چشمگیری در رونق بازرگانی منطقه دارند.
ایران و عراق پیشینه درگیری‌های دیرپا بر سر مالکیت و حق به‌کارگیری از این رودخانه دارند. این درگیری‌ها پیشینه‌ای ۴۰۰ ساله دارد و از زمان همجواری امپراطوری عثمانی با مرزهای غربی ایران آغاز شده‌است. در طول این مدت قراردادهای بیشماری برای چگونگی بهره‌برداری از رودخانه میان دو کشور به امضاء رسیده‌است. مهم‌ترین این پیمان‌ها پیمان ۱۹۷۵ الجزایر می‌باشد که بخشی از آن دربارهٔ تعیین مرز رودخانه‌است. این قرارداد تا امروز پابرجا مانده‌ است.

## پیشینه نام
در جغرافیای دوره اسلامی اَروَندرود را بحر می‌نامیدند گاهی به نام «بحر عذب (گوارا)» و گاهی «بحر بصره» و نیز گاهی «دجلة العوراء»؛ اما شط العرب واژه‌ای است که در نزهة القلوب به کار رفته‌است. تمامی این نام‌ها مربوط به دوره پس از پیروزی مسلمانان بر نواحی یاد شده‌ است.
اروندرود در شاهنامه چند بار بکار رفته که در آن فردوسی به رودخانه دجله اشاره دارد: ماجرا به زمان قبل از حمله مسلمانان از عربستان به بین‌النهرین برمی‌گردد که در بین‌النهرین، بت‌پرستان حکومت می‌کردند. در آن فریدون شاه ایران، به همراه دو برادرش کیانوش و بَرمایه از مرز اروندرود می‌گذرد و به سرزمین بت‌پرستان در میان‌رودان حمله می‌کند.
در شاهنامه ۱۱ بار واژه اروند رود بکار رفته‌است ازجمله در شعر زیر
| اگر پهلوانی ندانی زبان |  | به تازی تو اروند را دِجله خوان |

| کیانوش و بَرمایه بر دستِ شاه  |  | چو کِهتَر برادر وُرا نیکخواه     |
| همی رفت منزل به منزل چو باد |  | سَری پر ز کینه، دلی پر ز داد   |
| به اَروندرود اَندر آورد روی   |  | چُنان چون بُوَد مردِ دیهیم‌جوی     |
| اگر پهلَوانی ندانی زبان      |  | به تازی تو اروند را دِجله خوان |

و همچنین:
| فرخ زاد هر مزد با آب چشم     |  | به اروند رود اندر آمد بخشم     |
| به کرخ اندر آمد یکی حمله برد |  | که از نیزه داران نماند ایچ گرد |
| هم آنگه ز بغداد بیرون شدند   |  | سوی رزم جستن به هامون شدند     |
| چو برخاست گرد نبرد از میان   |  | شکست اندر آمد به ایرانیان      |

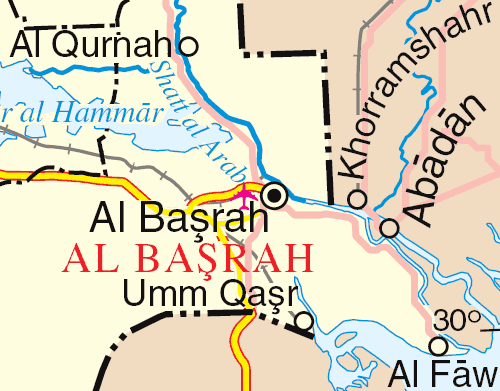
نقشه

در نزهت القلوب تألیف حمدالله مستوفی (سده هشتم هجری) آمده‌است: «... چندانکه در عمود شط دجله چندان آب نمی‌ماند که کشتی تواند رفت و در زیر دیه مطاره فواضل این آب‌ها و آب فرات از بطایح بیرون می‌آید و آب‌هایی که از خوزستان در می‌رسد با آن جمع گشته شط العرب می‌شود و در زیر بصره به دریای فارس می‌ریزد و طول این رود سیصد فرسنگ باشد. فرس آن را اروند رود خواند چنان‌که فردوسی می‌گوید در شاهنامه:
| فریدون چو بگذشت از اروندرود |  | همی داد بخت شهی را درود |

در بعضی منابع جغرافیایی بعد از اسلام گاهی توصیف «اروند» بر رود کارون دلالت دارد و در مواردی بر این رودخانه.
.
در اوستا اگرچه از نام خلیج فارس به‌طور صریح نام برده نشده اما در مهریشت در مبحث مهر یا میترا اشاره‌ای نیز به «اروندرود» شده‌است که در آن دوره «ارونگ» یا «آرنگ» گفته می‌شده‌است و چنین آمده:
«دارنده دشت‌های فراخ» و «اسب‌های تیزرو» که از سخن راستین آگاه است و پهلوانی است خوش‌اندام و نبرد آزما، دارای هزار گوش و هزار چشم و هزار چستی و چالاکی یاد شده، کسی است که جنگ و پیروزی با اوست، هرگز نمی‌خسبد، هرگز فریب نمی‌خورد، اگر کسی با او پیمان شکند خواه در شرق هندوستان باشد یا بر دهنه شط آرنگ، از ناوک او گریز ندارد، او نخستین ایزد معنوی است که پیش از طلوع خورشید فنا ناپذیر تیز اسب بر بالای کوه هرا بر می‌آید و از آن جایگاه بلند سراسر منزلگاه‌های آریایی را می‌نگرد.
اروند واژه‌ای به پارسی میانه است به معنی بزرگ و شکوه و در دوره باستان به تمام این رودخانه، دجله و اروندرود امروزی گفته می‌شد. اگر اروند را با تلفظ اوروند بخوانیم معنی آب رونده یا رودخانه معنی می‌دهد. نام دجله نیز عربی‌شده «تیگره» به پارسی باستان است که تیگره نیز، شکل کهن همان واژه تیز است.

همچنین نام این رودخانه در مجله نشنال جئوگرافیک شط العرب ثبت شده‌است 

## مشخصات جغرافیایی
هم‌اکنون ۸۱ کیلومتر از ۱۷۵ کیلومتر طول اروندرود – از محل پیوستن نهر خین به این رودخانه تا مصب آن در خلیج فارس – مرز مشترک ایران و عراق به‌شمار می‌آید. عرض اروند رود بین ۵۰۰ تا ۱۰۰۰ متر و عمق آن بین نه تا پانزده متر در نوسان است و هنگام جزر و مد آب، تغییر می‌یابد و در عین حال برای کشتیرانی مناسب است.
اروند عرضی متغیر بین ۴۰۰ متر تا ۱۰۰۰ متر و عمقی تا حدود ۱۸ متر دارد. جریان آب رودخانه اروند از دو رودخانه دجله و فرات در خاک عراق سرچشمه گرفته و رودخانه کارون نیز بداخل آن می‌ریزد. حرکت آب از شمال به طرف جنوب است که به خلیج فارس منتهی می‌گردد. آب رودخانه اروند که از دریا تأثیر می‌پذیرد، به‌طور عمده دارای دو حرکت جزر (کاهش ارتفاع آب و حرکت آن به طرف خلیج) و مد (افزایش ارتفاع آب و حرکت آن از دریا به سمت رودخانه) می‌باشد که به‌طورکل در طول شبانه روز، چهار بار تکرار می‌گردد. ارتفاع آب در عمیق‌ترین قسمت رودخانه به ۲۵ متر می‌رسد و اختلاف ارتفاع آب در پایین‌ترین حالت جزر و بالاترین حالت مد به ۵/۳ متر می‌رسید.
وضعیت کرانه‌های ایران و عراق در اروند به‌دلیل رسوبات حاصل از جریان آب متغیر است چنانچه در سال ۴۸ منجر به تغییر حدود مرزی ایران و عراق شد. این تغییرات در ساحل رودخانه وضعیتی مخالف همه به‌وجود آورده‌است. بدین معنا که در آنجایی که ساحل ایران محکم است ساحل عراق سست می‌باشد و به‌طورمشابه آنجایی که ساحل ایران سست است، ساحل عراق محکم است.
در بخشی از قسمت‌های منطقه، زمین آن باتلاقی است چنانچه بیشترین قسمت آن در حاشیه جنوبی جاده ام قصر از جزایر حجام تا رأس‌البیشه و منطقه جنوبی آن به سمت خلیج فارس به همین وضع می‌باشد که عرض منطقه باتلاقی آن در بعضی مناطق به ۴ کیلومتر می‌رسد.
بندرهای ایرانی خرمشهر و آبادان و همچنین بزرگ‌ترین بندر عراق، یعنی بصره، در کناره‌های این رودخانه واقع شده‌اند. چون این رودخانه بین دو کشور مشترک است، بر پایه قوانین بین‌المللی، هر دو کشور دارای حقوق یکسان بر رودخانه بوده و شیوه تعیین خط مرز بر رودخانه‌های مرزی، یا به روش خط فرض (خط فرض منصف وسط رودخانه) است، و یا اگر قابل کشتیرانی باشد، به روش تالوگ می‌باشد که به معنای خط‌القعر قابل کشتیرانی درحالت جزر کامل می‌باشد.
در قسمتی از اروندرود که در نزدیکی پیوندگاه این رود به رود کارون قرار دارد چندین جزیره کوچک در میانهٔ اروندرود شکل گرفته به نام‌های: صالحیه، بوارین، ام‌الطویل، بلجانیه، ام‌البابی، و ام‌الرصاص.

## پوشش ساحلی رودخانه
در ساحل رودخانه اروند پوششی از «جگن » (بوته‌های بلند) و «نی» وجود دارد که هر‌چه رودخانه به سمت دهانه اروند نزدیک‌تر می‌شود عمق چولان آن افزایش می‌یابد. همچنین در قسمت‌های پیچ‌دار رودخانه، آن قسمت از ساحل که فشار اصلی آب به آن وارد می‌شود، فاقد پوشش‌های ساحلی است. در ساحل، ارتفاع چولان‌ها حداکثر ۵/۱ متر و ارتفاع نیزارها ۳ الی ۴ متر است به گونه‌ای که فردی پیاده به راحتی می‌تواند در میان آن خود را مخفی کند. به‌طور عمده زمین این قسمت‌ها سُست بوده و بسختی قابل تردد است به گونه‌ای که در برخی از مواقع انسان تا زانو در گل فرو می‌رود.
گذشته از چولان و نیزار، نخلستان بزرگی در ساحل ایران و عراق که عمق آن بین ۲ تا ۵ کیلومتر متغیر است وجود دارد. این نخل‌ها، به وسیلهٔ کانال و نهرهای مصنوعی عمود بر اروند، در حالت مد آبیاری می‌شوند. همچنین زمین اطراف نخلستان‌ها اغلب سست می‌باشد و تنها در مناطقی که زمین از سختی لازم برخوردار بوده جاده احداث شده‌است.

## مناقشه بین ایران و عراق

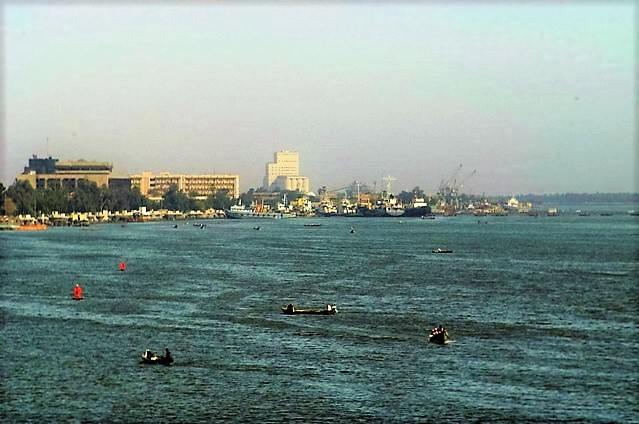
اروندرود در سواحل بصره، عراق

اروند رود در مرز ایران و عراق واقع شده و تعیین محل دقیق مرز در این منطقه از دیرباز مورد اختلاف ایران و همسایه غربی خود بوده‌است و اختلاف مرزی اصلی منجر به جنگ ایران و عراق هم بود. دولت عراق و پیش از آن دولت عثمانی اروندرود را از آب‌های داخلی کشور خود دانسته و مرز دو کشور را در ساحل شرقی این رودخانه می‌دانستند. در قرارداد سال ۱۹۱۳ قسطنطنیه بین ایران و عثمانی ساحل شرقی اروندرود مرز دو کشور تعیین شده و عراق هم از این قراداد پشتیبانی می‌کرد اما ایران معتقد بود که اروندرود یک رودخانه مرزی است و بر اساس عرف بین‌المللی مرز دو کشور را خط تالوگ یعنی عمیق‌ترین قسمت رودخانه می‌دانست. دو کشور یک بار در سال ۱۹۳۴ اختلاف خود را به جامعه ملل ارجاع دادند اما توافقی حاصل نشد. در سال ۱۹۳۷ نخستین معاهده مرزی دو کشور به امضاء رسید. بر اساس این قرارداد مرز دو کشور در امتداد ساحل شرقی رودخانه بود اما یک قسمت لنگرگاهی چهار مایلی در کنار آبادان به ایران اختصاص داده شده و در این قسمت خط تالوگ مرز دو کشور را مشخص می‌کرد. اما هر دو کشور از این قرارداد ناراضی بودند، عراق معتقد بود ایران از شرایط داخلی سیاسی نابسامان این کشور در آن زمان برای بهبود وضعیت خود در مذاکرات سود جسته‌است. ایران هم از این قرارداد ناراضی بود و در دهه ۱۹۶۰ آن را فسخ کرده و خواستار مذاکرات برای تعیین خط مرزی جدید شد و در همین راستا با پشتیبانی از شورشیان کُرد در شمال عراق این کشور را تحت فشار گذاشت. در نهایت در سال ۱۹۷۵ در معاهده الجزایر با میانجی‌گری رئیس‌جمهور الجزایر بین محمدرضا پهلوی و صدام حسین، عراق خواسته‌های ایران در زمینه اروند رود را پذیرفت و خط تالوگ برای نخستین بار مرز رسمی دو کشور در این رودخانه شد و ایران هم در ازای آن تعهد کرد که به پشتیبانی از شورشیان کُرد پایان دهد. اما پنج سال بعد و پنج روز پیش از آغاز جنگ صدام حسین این قرارداد را فسخ کرده و مدعی شد این پیمان به‌دلیل عدم رعایت مفاد آن از سوی ایران اعتبار خود را از دست داده‌است.
تاکنون چندین قرارداد بین ایران و عثمانی و بعد ایران و عراق در این زمینه منعقد شده که مهم‌ترین آن‌ها عبارتند از:
- عهدنامه ارزروم (۱۸۴۷)
- پروتوکل استامبول (۱۹۱۳)
- صورتجلسات تحدید حدود (۱۹۱۴ تا ۱۹۳۷)
- عهدنامه ۱۹۳۷
- پیمان ۱۹۷۵ الجزایر

### عهدنامه ارزروم
در جریان این مذاکرات که ۴ سال بین ایران و عثمانی بطول انجامید و با میانجی گری دولت‌های روسیه و انگلیس صورت پذیرفت، با درایت امیر کبیر حق حاکمیت ایران بر خرمشهر و آزادی کشتیرانی در اروند رود توسط عثمانیان پذیرفته شد. دولت عثمانی در پایان مذاکرات شروطی را تحت عنوان «ایضاحات چهارگانه» به قرار داد افزود که حق حاکمیت
مشترک ایران بر اروند رود را از بین می‌برد. با‌وجود آنکه دولت‌های روسیه و عثمانی فشار فراوانی به طرفداری از عثمانی به حکومت ایران وارد کردند اما محمدشاه قاجار و نماینده ایران در مذاکرات (امیر کبیر) هیچ‌گاه شروط عثمانی را نپذیرفتند؛ و بر حق حاکمیت و کشتیرانی مشترک در اروند رود تأکید داشتند.

در بخشی از قرار داد پیرامون اروند رود آمده‌است:
دولت عثمانی نیز قویا تعهد می‌کند که شهر و بندر محمره و جزیره الخضر و لنگرگاه‌ها و هم اراضی ساحل شرقی یعنی جانب یسار شط العرب را که در تصرف عشایر متعلقه معروفه ایران است به ملکیت در تصرف دولت ایران باشد و علاوه بر این حق خواهد داشت که کشتی‌های ایران به آزادی تمام از محلی که به بحر منصب می‌شود تا موضوع الحاق حدود طرفین در نهر ذکرشده آمد و رفت نمایند.

### پیمان قسطنطنیه ۱۹۱۳
هفتاد سال بعد یعنی در سال ۱۹۱۳ میلادی در زمان سلطنت احمدشاه قاجار، مذاکرات بین ایران و عثمانی با میانجی گری روس و انگلیس برای رفع موارد اختلاف در قرارداد ارزروم_دو در قسطنطنیه (پایتخت عثمانی و شهر استانبول کنونی) بین نمایندگی طرفین، از نو شروع شد و در سال بعد (۱۹۱۴) مذاکرات تکمیلی در تهران ادامه یافت و حاصل آن تنظیم یک پروتکول (متمم عهدنامه) بود که به پروتکل ۱۹۱۳ قسطنطنیه و صورت جلسات ۱۹۱۴ تهران موسوم است که مرزهای ایران عثمان مشخص می نمود. مرزهای زمینی تعیین شده ایران در این عهدنامه، در مقایسه با مرزهای عهدنامه ارزروم_دو کم و بیش عقب‌تر است و تمامی اروند رود(شط العرب) نیز به جز قسمت کوتاهی در مقابل آبادان به عثمانی واگذار گردیده بود. در پی شروع جنگ جهانی اول همچنان مناقشاتی بر سر این معاهده بین هردو طرف وجود داشت.

### جنگ جهانی دوم و عهدنامه سرحدی ۱۳۱۶
پس از جنگ جهانی اول که بر اساس معاهده سور تمام سرزمینهای عربی عثمانی از وی گرفته شد و بخش‌های عمده آن در اختیار انگلیس قرار گرفت. دولت انگلیس عراق را تا ۱۳۱۱ تحت‌الحمایه خود درآورده و در سال ۱۳۰۰ شمسی به خاندان هاشمی که متحدشان بودند سپردند. 
در سال ۱۳۱۰، ایران به‌طور رسمی عدم اعتبار تعیین حدود مرزی ۱۹۱۳ را به دولت عراق اعلام نمود و به دنبال این جریان روابط بین دو کشور رنگ تیرگی گرفته و اروندرود و سرحدات خاکی تصادمهایی بین گشتی‌ها و ژاندارمری‌های هردو طرف روی می داد. در سال ۱۹۳۲ انگلستان عراق را از قیومت خود خارج ساخته و در ظاهر این کشور دارای استقلال کامل گردید. یادداشت‌های تندی بین عراق و ایران رد و بدل می شد و عراق اصرار داشت طبق اسناد معاهده‌های پیشین، تعیین سرحدات دو کشور رسمیت داشته است و اروندرود به‌طور کامل تحت مالکیت و حاکمیت عراق است ولی ایران قراردادی را که ۱۰۰ سال پیش بر او تحمیل شده بود را باطل می شمرد. به دنبال درگیری‌های مرزی عراق در سال ۱۹۳۴ از ایران به جامعه ملل دادخواست کرد. چون اجلاس جامعه ملل نتوانست راه حلی برای رضایت طرفین بیابد، به طرفین پیشنهاد شد که به شکل مذاکره مستقیم درباره این مناقشه راه حلی بیابند و هر دو کشور قبول کردند. در این مذاکرات به منظور عقد عهدنامه جدید درباره تعیین سرحدات مرزهای زمینی و آبی اغاز شده بود، عراق بسیار اصرار داشت که در مذاکرات مربوط به اروند رود انگلیس هم مشارکت داشته باشد اما ایران آن را نپذیرفت و پذیرفتنی نمی دانست بنابراین نماینده ایران به نشانه اعتراض به این امر، جلسات مذاکرات را ترک نمود و به ایران بازگشت و مشکل همچنان به قوت خود باقی ماند. با قوت گرفتن آلمان در سال ۱۹۳۵ که موجبات ترس انگلیس را بابت مداخله المان در خاورمیانه برانگیخته بود و همچنین نگرانی ترکیه بخاطر شرایط بحرانی به وجود آمده، مصرانه خواستار حل اختلاف مرزی بین ایران و عراق بود تا یک پیمان دفاعی بین سه کشور بسته شود و اتحادی بین دولت‌های ( ایران، عراق و ترکیه) در برابر تهدیدات احتمالی به‌وجود بیاید. بدین جهت پس از مذاکرات مفصل که بین ایران و عراق صورت گرفت، تصمیم بر آن شد طبق قراردادهای پیشین ازجمله پروتکل قسطنطنیه ۱۹۱۳ و صورت مجلس‌های تحدید حدود ۱۹۱۴ عهدنامه‌ای تهیه کنند. اگرچه در آن به مالکیت ایران در کل اروندرود اعترافی نشده ولی اسمی از مالکیت مطلق عراق بر اروندرود نبرده بود ولی ایران و عراق در اداره امور اروندرود و مسیر کشتیرانی حقوق مساوی یافتند. مرزهای زمینی این عهدنامه همین مرزهای زمینی امروزی است. 
در قسمتی از این معاهده چنین آمده است:
خط سرحدی بین دو کشور به قراری است که از طرف کمیسیون مزبور تعیین‌و ترسیم شده‌است:
- ماده ۲ : خط سرحدی به جلوترین نقطه جزیره شطیط (‌به‌طور تقریبی در ۳۰ درجه و ۱۷ دقیقه و ۲۵ ثانیه از عرض شمالی و در ۴۸ درجه و ۱۹ دقیقه ۲۸ ثانیه طول‌شرقی) رسیده به‌طور عمود از حد آبهای جزری بتالوک شط‌العرب ملحق می‌شود و تا نقطه واقعه در مقابل اسکله کنونی نمره یک آبادان (‌به‌طور تقریبی در ۳۰‌درجه و ۲۰ دقیقه ۸٫۴ ثانیه عرض شمالی و در ۴۸ درجه و ۱۶ دقیقه ۱۳ ثانیه طول شرقی) آن را تعقیب می‌نماید. از این نقطه از نو خط سرحدی به‌سطح آبهای جزری متصل شده و خط سرحدی را به طوری که در صورت مجالس ۱۹۱۴ توصیف گردیده‌است پیروی می‌نمایند.

- ماده ۴ از نقطه‌ای که حدود ارضی دولتین به شط‌العرب می‌رسد تا دریا مقررات ذیل نسبت به شط‌العرب اجراء خواهد گردید: الف - شط‌العرب به‌طور متساوی برای کشتی‌های تجارتی کلیه کشورها باز خواهد بود. کلیه عوارض مأخوذه جنبه حق‌الزحمه را داشته و به‌طور انحصاری به‌طور عادلانه به مصارف نگاهداری و قابل کشتیرانی بودن یا بهبودی راه کشتیرانی و مدخل‌شط از طرف دریا تخصیص داده خواهد شد و یا به مصارفی که مفید برای کشتیرانی است خواهد رسید. عوارض گفته شده، بر اساس ظرفیت رسمی‌کشتی‌ها و یا آب‌خوری و یا بر هر دو اساس، حساب خواهد شد.

ب - شط‌العرب برای عبور ناوهای جنگی و کشتی‌های دیگر طرفین که برای تجارت اختصاص ندارد باز خواهد بود.
ت - این موضوع که در شط‌العرب خط سرحدی گاهی حد آبهای جزری و گاهی تاکوک و یا وسط‌المیاه را تعقیب می‌نماید به هیچ وجه به حق استفاده‌‌ی هر دو طرف پیمان‌نامه، در تمام بستر رودخانه، آسیب وارد نمی‌آورد.

### معاهده الجزایر
دولت عراق و پیش از آن دولت عثمانی اروندرود را از آب‌های داخلی کشور خود دانسته و مرز دو کشور را در ساحل شرقی این رودخانه می‌دانستند. در قرارداد سال ۱۹۱۳ قسطنطنیه بین ایران و عثمانی ساحل شرقی اروندرود مرز دو کشور تعیین شده و عراق هم از این قراداد پشتیبانی می‌کرد اما ایران معتقد بود که اروندرود یک رودخانه مرزی است و بر اساس عرف بین‌المللی مرز دو کشور را خط تالوگ یعنی عمیق‌ترین قسمت رودخانه می‌دانست. دو کشور یک بار در سال ۱۹۳۴ اختلاف خود را به جامعه ملل ارجاع دادند اما توافقی حاصل نشد. در سال ۱۹۳۷ نخستین معاهده مرزی دو کشور به امضاء رسید. بر اساس این قرارداد مرز دو کشور در امتداد ساحل شرقی رودخانه بود اما یک قسمت لنگرگاهی چهار مایلی در کنار آبادان به ایران اختصاص داده شده و در این قسمت خط تالوگ مرز دو کشور را مشخص می‌کرد. اما هر دو کشور از این قرارداد ناراضی بودند، عراق معتقد بود ایران از شرایط داخلی سیاسی نابسامان این کشور در آن زمان برای بهبود وضعیت خود در مذاکرات سود جسته‌است. ایران هم از این قرارداد ناراضی بود و در دهه ۱۹۶۰ آن را فسخ کرده و خواستار مذاکرات برای تعیین خط مرزی جدید شد و در همین راستا با پشتیبانی از شورشیان کرد در شمال عراق این کشور را تحت فشار گذاشت. در نهایت در سال ۱۹۷۵ در معاهده الجزایر با میانجی‌گری رئیس‌جمهور الجزایر بین محمدرضا پهلوی و صدام حسین، عراق خواسته‌های ایران در زمینه اروند رود را پذیرفت و خط تالوگ برای نخستین بار مرز رسمی دو کشور در این رودخانه شد و ایران هم در ازای آن تعهد کرد که به پشتیبانی از شورشیان کرد پایان دهد. اما پنج سال بعد و پنج روز پیش از آغاز جنگ صدام حسین این قرارداد را فسخ کرده و مدعی شد این پیمان به‌دلیل عدم رعایت مفاد آن از سوی ایران اعتبار خود را از دست داده‌است.

### دوران جمهوری اسلامی؛ پذیرش قرار داد الجزایر توسط صدام
صدام در ۲۳ مرداد ۱۳۶۹ در نامه‌ای به هاشمی رفسنجانی، رئیس‌جمهور وقت ایران اعلام کرد؛ تمام شرایط ایران را برای برقراری صلح میان دو کشور ایران و عراق - ازجمله قرارداد ۱۹۷۵ الجزایر – عقب‌نشینی نیروهای عراقی از ۲۴۰۰ کیلومتر اراضی اشغال شده ایران و بازگشت به مرزهای بین‌المللی و آزادی اسیرهای ایرانی به‌طور رسمی پذیرفته‌است. او در پایان‌نامه خود به هاشمی یادآور می‌شود: «با این تصمیم ما، دیگر همه چیز روشن شده و بدین ترتیب همه آنچه را که می‌خواستید و بر آن تکیه می‌کردید تحقق می‌یابد و دیگر اقدامی جز مبادله اسناد باقی نمی‌ماند.» نیروهای عراق بلافاصله خاک ایران را ترک کردند و رادیو «صوت الجماهیر» عراق پیام صدام حسین را مبنی بر پذیرش مجدد قرارداد الجزایر و ترک مخاصمه با ایران قرائت کرد. اتفاقی که باعث شد ایران به‌طور رسمی به صدام اعلام کند پذیرای نمایندگان آن کشور در تهران است. مدتی بعد هواپیمای عراقی در فرودگاه مهرآباد تهران به زمین نشست و مقامات ایران به استقبال مقامات عراقی رفتند.
در سفر رئیس‌جمهور ایران به عراق در سال ۱۳۹۸ طرفین توافقی را برای لایروبی اروند رود و خارج کردن کشتی‌های مغروقه امضا کردند که حدود ۱ میلیارد دلار برای طرفین هزینه دارد. عراق تمام شروط سیاسی را در این برنامه کنار گذاشت. با مذاکرات صورت گرفته سهم ایران از لایروبی از ۹۰ میلیون متر مکعب به ۱۱ میلیون متر مکعب کاهش یافت.

## نگاره‌ها

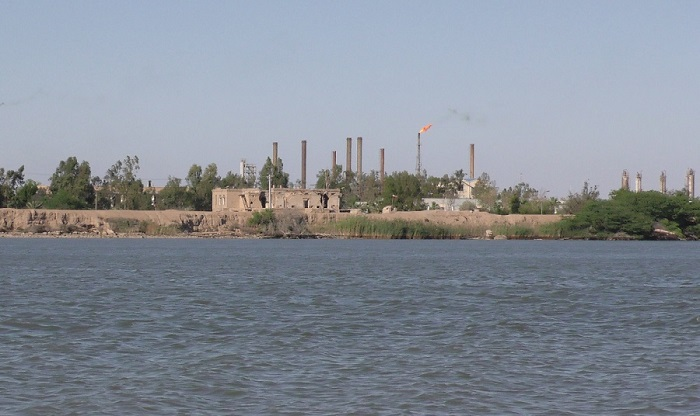
ساحل اروندرود
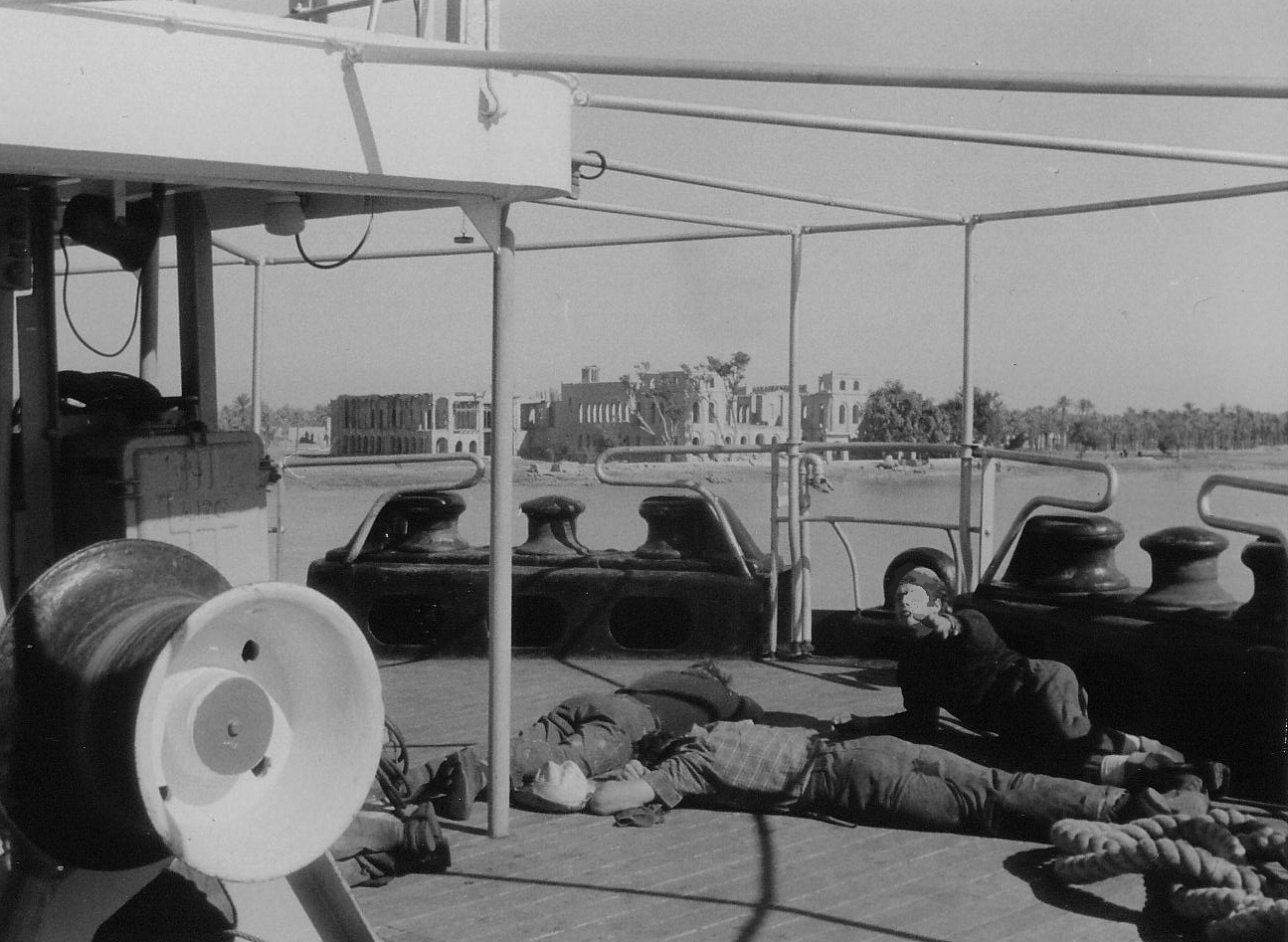
خواب جاشوان و ویرانه‌های کاخی در کناره اروندرود
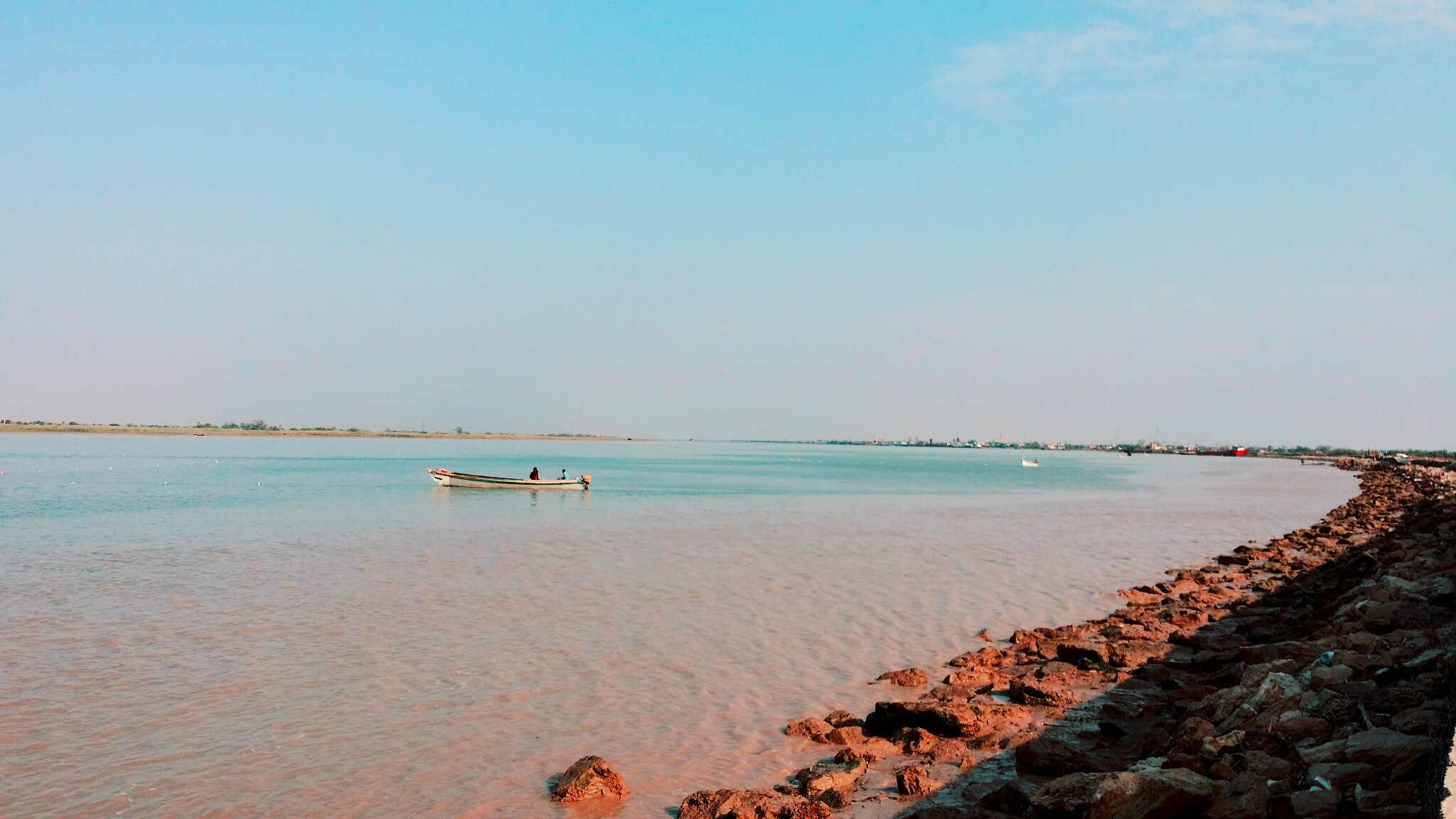
اروندرود در نزدیکی فاو
قایق‌ران عرب در اروندرود
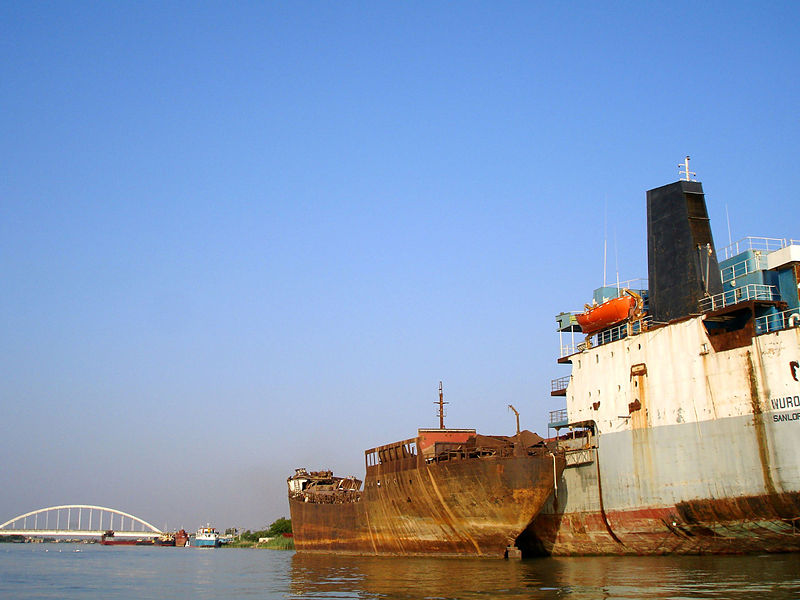
کشتی‌های متروکه و پل کارون در خرمشهر، اروندرود
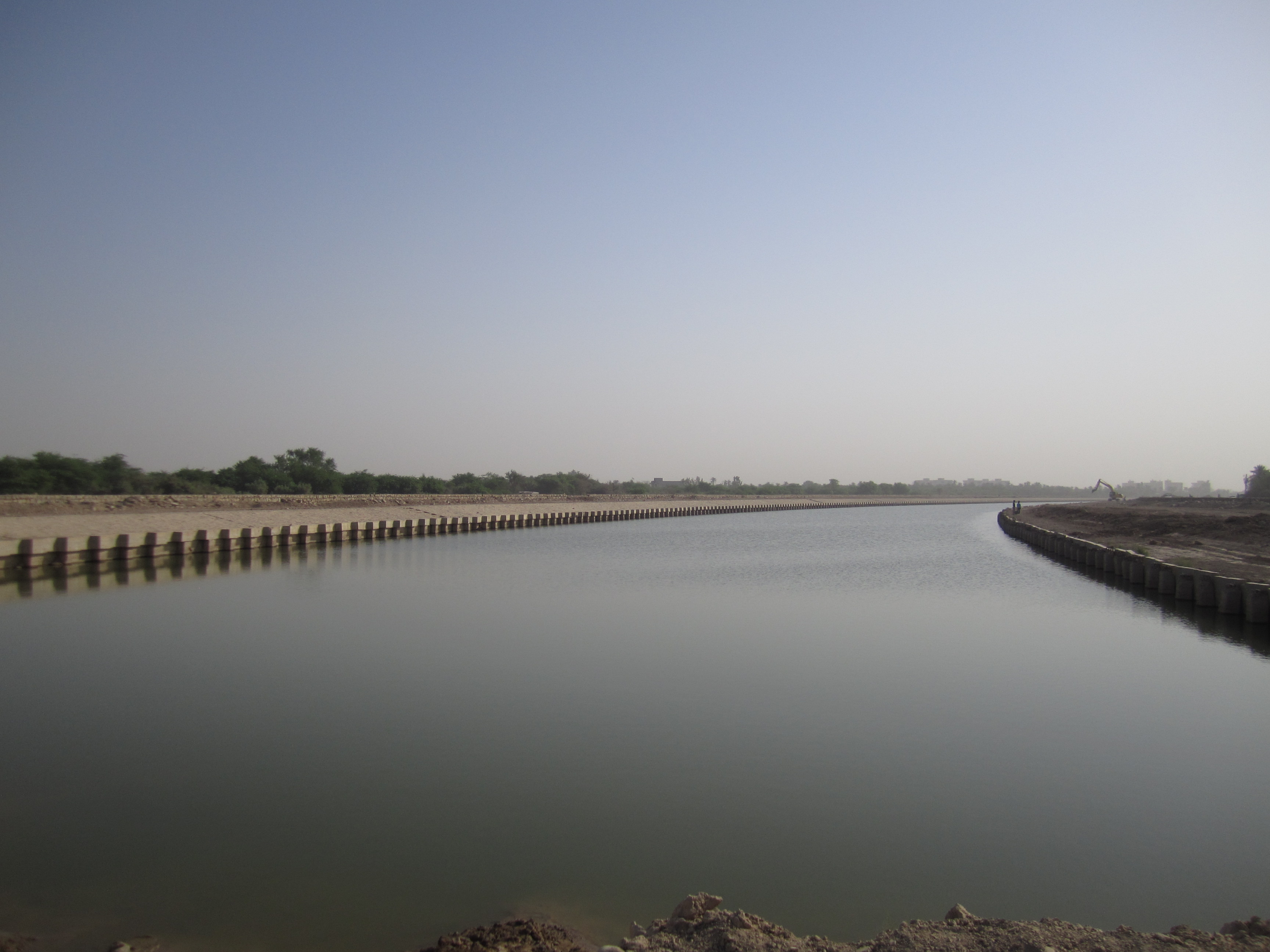
رودخانهٔ اروند صغیر